# قرة غناي سفلي
قرة غناي سفلي (بالفارسية: قره‌گنای سفلی) هي منطقة سكنية تقع في تشارواماق الشرقية الريفية في إيران. يقدر عدد سكانها بـ 230 نسمة .